# Dan Rostenkowski
Daniel David Rostenkowski, detto Dan (Chicago, 2 gennaio 1928 – Genoa City, 11 agosto 2010), è stato un politico statunitense, membro della Camera dei Rappresentanti per lo stato dell'Illinois dal 1959 al 1995.

## Biografia
Nato a Chicago in una famiglia di origini polacche, Rostenkowski frequentò la Loyola University e nello stesso periodo si interessò alla politica aderendo al Partito Democratico, arrivando ad essere eletto nella legislatura statale dell'Illinois all'età di ventiquattro anni.
Nel 1959 Rostenkowski si candidò alla Camera dei Rappresentanti e riuscì a farsi eleggere. Alleato politico e amico personale di John Fitzgerald Kennedy, Rostenkowski fu uno dei promotori della sua campagna presidenziale e collaborò anche con il suo successore Lyndon B. Johnson.
Accanito difensore dei diritti civili, Rostenkowski ottenne una grande popolarità fra gli elettori e all'interno del Congresso scalò varie posizioni, riuscendo a divenire uno dei deputati più potenti e ottenendo la presidenza di alcune importanti commissioni. Nel 1994 tuttavia venne coinvolto in un grande scandalo quando, dopo un'indagine da parte del Dipartimento di Giustizia, si scoprì che Rostenkowski si era reso responsabile di frode postale. Il deputato ammise la propria colpevolezza e venne condannato a diciassette mesi di detenzione e al pagamento di una sanzione pari a 100 000 dollari; lo scandalo lo portò a lasciare il seggio alla Camera al termine del mandato.
Nel 2000 il Presidente Bill Clinton gli concesse il perdono presidenziale e Rostenkowski si ritirò a vita privata. Morì nel 2010 all'età di ottantadue anni per via di un cancro ai polmoni.